# Illulik
Illulik [ˈiɬːulik] (nach alter Rechtschreibung Igdlulik) ist eine wüst gefallene grönländische Siedlung im Distrikt Upernavik in der Avannaata Kommunia.

## Lage
Illulik befindet sich am Ende der Halbinsel Illulissuaq, die nördlich durch den Illullip Tunua begrenzt wird. Illulik liegt 31 km südsüdöstlich von Kullorsuaq und 28 km nordnordöstlich von Nuussuaq.

## Geschichte
Illulik wurde um 1906 gegründet und war zusammen mit Ikermiut der damals nördlichste bewohnte Ort Nordgrönlands. Ab 1911 gehörte Illulik zur Gemeinde Tasiusaq. Der Wohnplatz hatte 1918 14 Einwohner in zwei Häusern, die als schlecht gebaut beschrieben sind. Die Männer zogen im Winter häufig wochenlang gen Norden, wo sie auf Eisbärenjagd gingen und hatten so sogar Kontakt mit den Inughuit, deren südlichster Wohnplatz am Kap Seddon 122 km entfernt lag. 1923 wurde der Wohnplatz in die Gemeinde Nuussuaq ausgegliedert. Bis 1930 stieg die Einwohnerzahl auf 31 Personen an. 1950 wurde Illulik ein Teil der Gemeinde Upernavik. 1950 lebten nur noch sechs Menschen in Illulik, 1951 vier, 1960 fünf und 1965 und 1968 jeweils sieben. Diese wenigen Bewohner blieben noch bis 1974, bevor der Ort aufgegeben wurde.